# Суламіф Ґольдгабер
Суламіф Ґольдгабер (англ. Sulamith Goldhaber), уроджена Льов (англ. Sulamith Löw); 4 листопада 1923, Відень — 11 грудня 1965, Мадрас) — спеціалістка з фізики високих енергій та молекулярної спектроскопії. Ґольдгабер була експерткою світового рівня зі взаємодії K+-мезонів з нуклонами. Вона зробила багато відкриттів у цій області.

## Біографія
Народилася 4 листопада 1923 року у Відні (Австрія). Дитинство провела в Палестині, куди емігрувала її сім'я. Навчалася в Єврейському університеті в Єрусалимі, де зустріла свого майбутнього чоловіка, фізика Гершона Ґольдгабера (брата фізика-ядерника Моріса Ґольдгабера). У 1947 році закінчила університет зі ступенем магістра і в тому ж році уклала шлюб з Гершоном. Ґольдгабери переїхали в США для роботи над докторськими дисертаціями в Університеті Вісконсіна в Медісоні. Ступені були отримані в 1951 році.
Суламіф Ґольдгабер отримала громадянство США в 1953 році. Ґольдгабери переїхали в Берклі (Каліфорнія) у 1953 році, коли Гершон отримав роботу доцента (assistant professor) в Каліфорнійському університеті. Незважаючи на те, що Суламіф Ґольдгабер раніше працювала в галузі фізичної хімії, вона змогла перейти у фізику високих енергій і співпрацювати з чоловіком у роботі над ядерними фотоемульсіями. Ґольдгабери сподівалися застосувати свій метод ядерних фотоемульсій в нещодавно відкритому Беватроні — найбільш високоенергетичному діючому прискорювачі на той момент. Саме завдяки своїм методам вони змогли спостерігати деякі з перших відомих реакцій між K--мезонами і протонами. Використовуючи Беватрон і цю методику ядерних фотоемульсій, Суламіф Ґольдгабер вперше спостерігала розщеплення за масою заряджених сигма-гіперонів, а також перші ядерні взаємодії з антипротоном.
У 1960-х Ґольдгабери зрозуміли, що для продовження досліджень їм, замість ядерної фотоемульсії, треба використовувати бульбашкову камеру. Вони разом з Джорджем Триллінгом організували «Goldhaber-Trilling Group». Суламіф Ґольдгабер швидко стала відомим експертом у фізиці водневих бульбашкових камер. У неї було багато запрошень для доповідей і виступів на конференціях. Гольдхабери першими виміряли спін каона і першими вивчили одночасну появу пар в резонансних станах. Також вони винайшли трикутну діаграму для використання у своїх дослідженнях.
Завдяки досконалому знанню своєї галузі і красномовству, Суламіф Ґольдгабер була широко затребувана як доповідач на наукових конференціях. У 1965 році на Рочестерській конференції вона зробила історичну доповідь, яка позначила перехід у вивченні дивних частинок від експериментів з космічними променями до експериментів на прискорювачах. Восени 1965 року Ґольдгабери взяли академічну відпустку для навколосвітньої подорожі з відвідуванням лабораторій фізики високих енергій і проведення лекцій. Спочатку вони зупинилися в Оксфорді для відвідування Європейської конференції з фізики високих енергій, що проходить раз на два роки, а потім в ЦЕРН, так що Суламіф Ґольдгабер могла обговорити методи автоматичних вимірювань треків за допомогою приладу Хафа-Пауелла, що знаходиться в Університеті в Берклі. Потім Ґольдгабери поїхали в Анкару для проведення лекції та провели місяць в Інституті Вайцмана, готуючись до лекцій, які Суламіф повинна була прочитати в Мадрасі (Індія).
У Мадрасі у Суламіфі стався інсульт. Діагностична операція показала пухлину мозку, що зростала. Суламіф померла, не приходячи до свідомості, 11 грудня 1965 року.
У Суламіфі та її чоловіка був один син Амос.

## Нагороди
- Учасниця почесного товариства «Сигма Ксі[en]»[5]
- Лавреатка стипендії Ґуґґенгайма в 1964—1965 рр.[5][6]
- Лавреатка стипендії фонду Форда у 1960—1961 рр.[5]